# NGC 7291
NGC 7291 في الفهرس العام الجديد، هي مجرة، تقع في كوكبة الفرس الأعظم. اكتشفت في 1 أكتوبر 1866 بواسطة إدوارد ستيفان.

## روابط خارجية
- NGC 7291 على موقع ويكي سكاي: DSS2, SDSS, GALEX, IRAS, Hydrogen α, X-Ray, Astrophoto, Sky Map, Articles and images